# Glaucorhoe geraea
Glaucorhoe geraea är en fjärilsart som beskrevs av Louis Beethoven Prout 1938. Glaucorhoe geraea ingår i släktet Glaucorhoe och familjen mätare. Inga underarter finns listade i Catalogue of Life.